# 王幽兰
王幽兰（1920年—），女，江苏苏州人，中国细胞生物学家，中国科学院上海细胞生物学研究所研究员。她与中国科学院上海实验生物研究所所长朱洗合作，在蟾蜍科动物中进行人工单性生殖实验，培养出世界上第一只“无父”母蟾蜍。